# Soueast

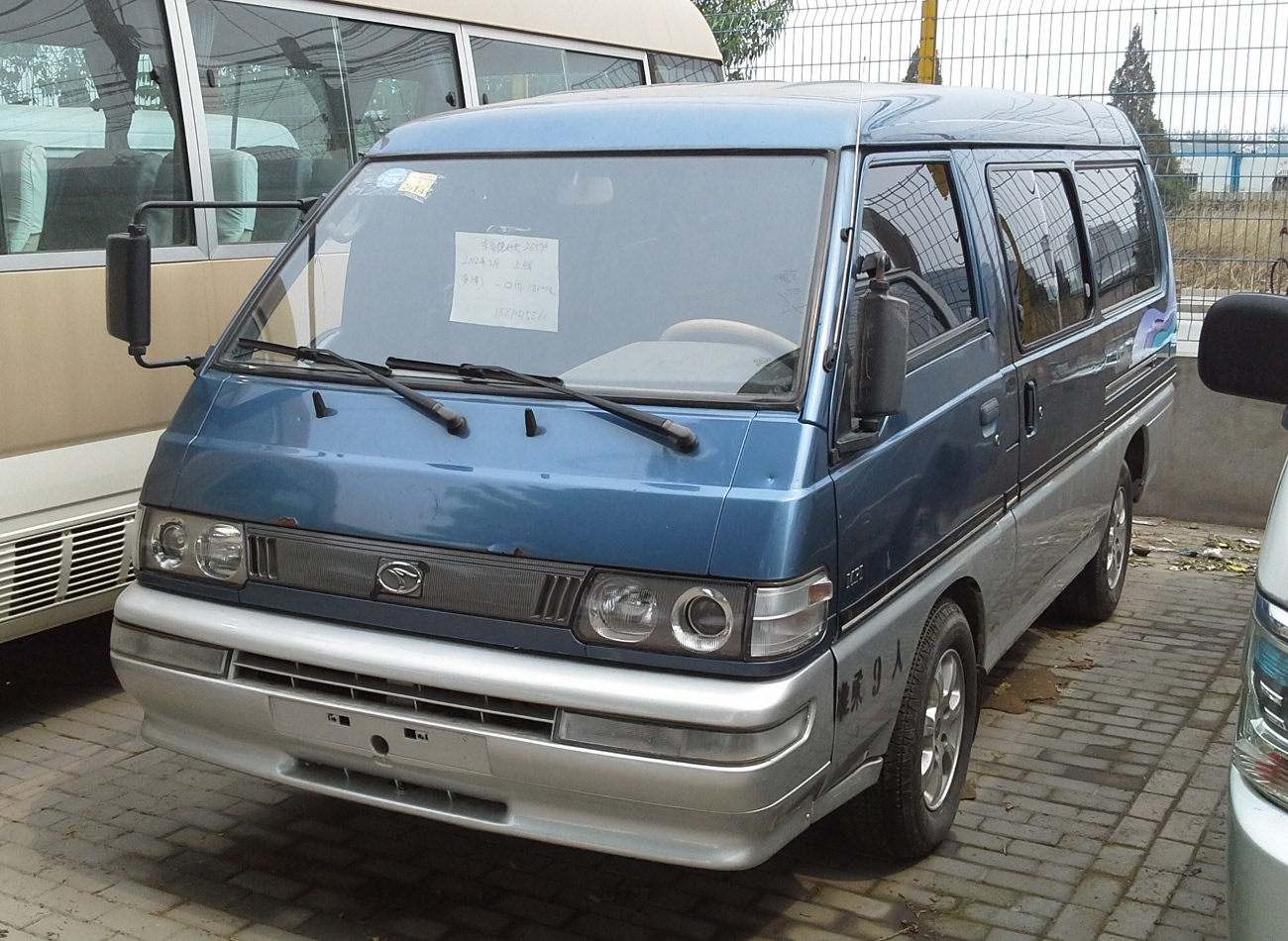
Soueast Delica (1995)

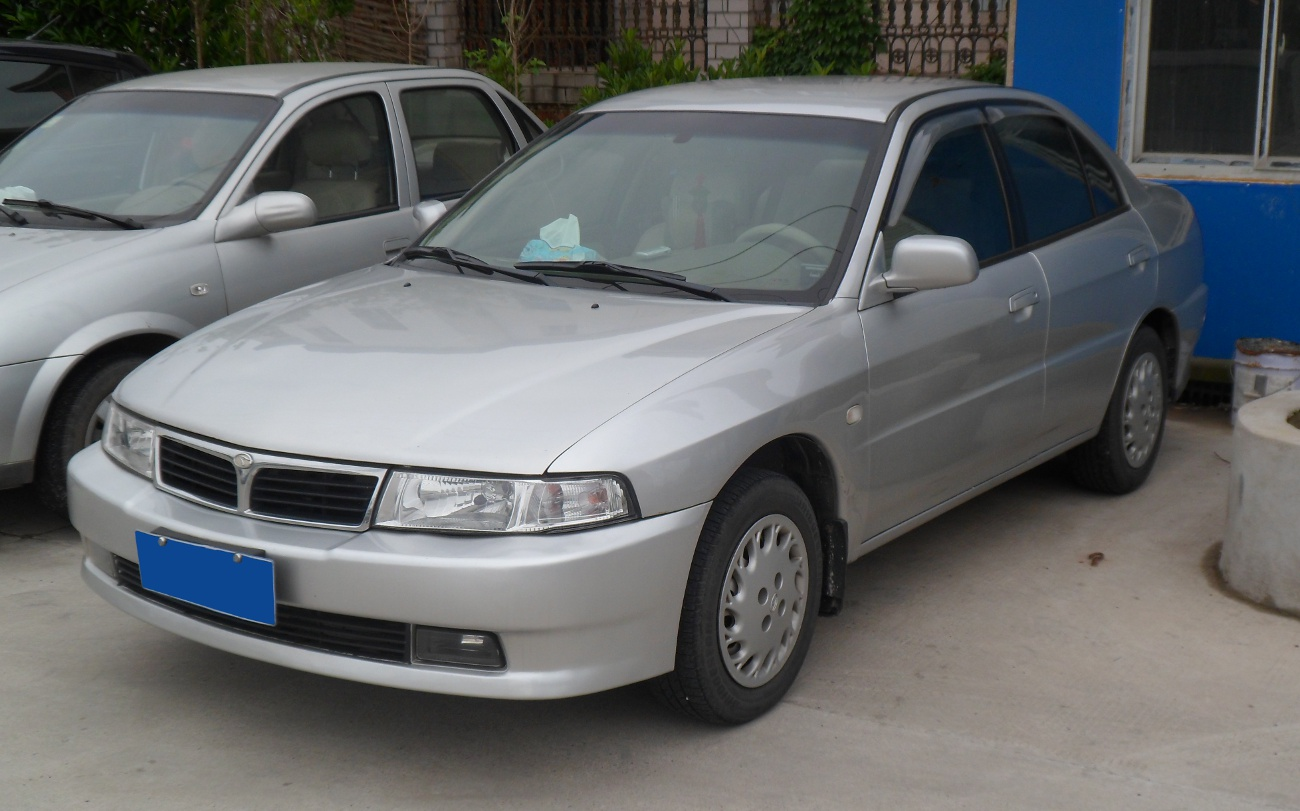
Soueast Lioncel (2003)

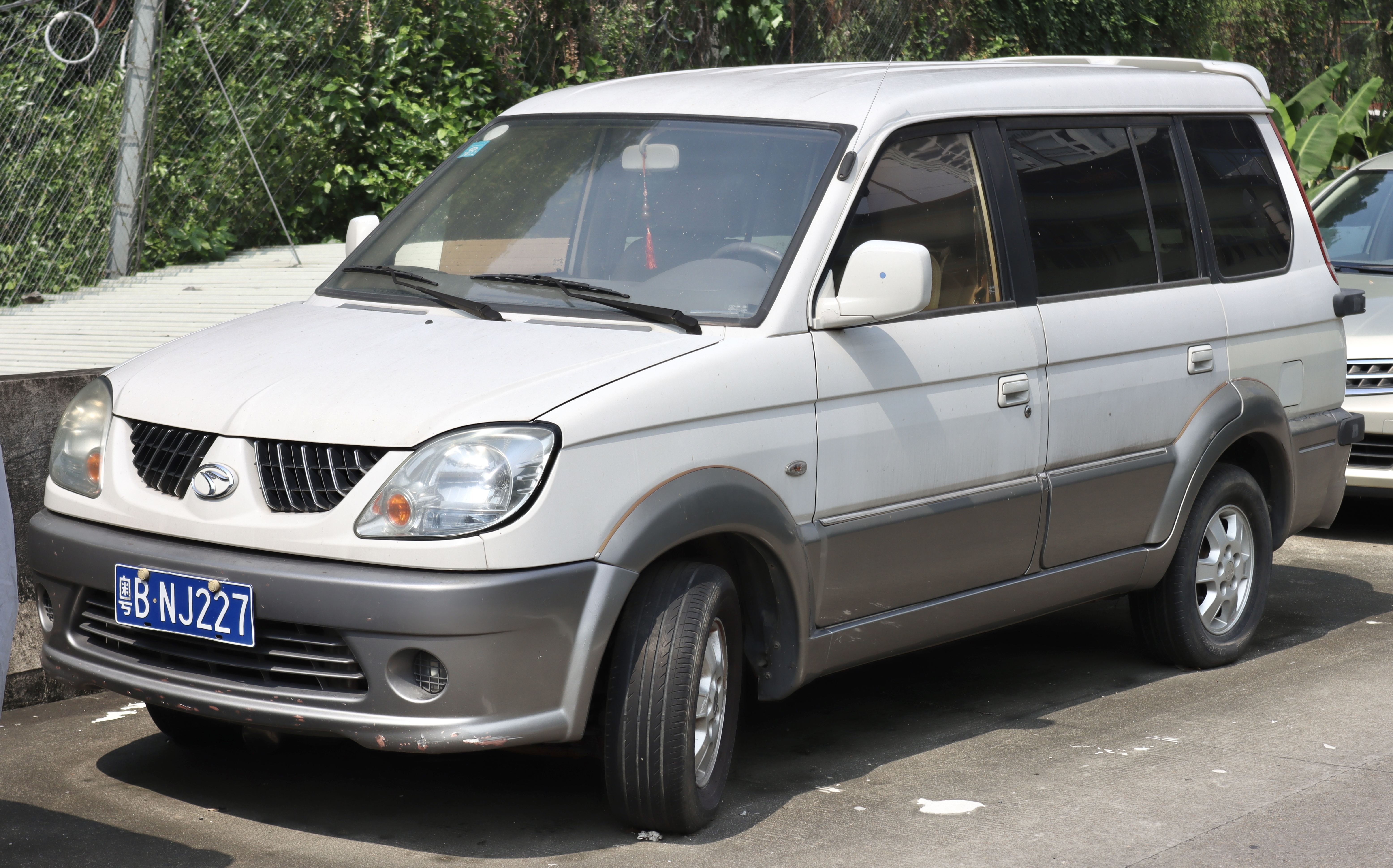
Soueast Freeca (2005)

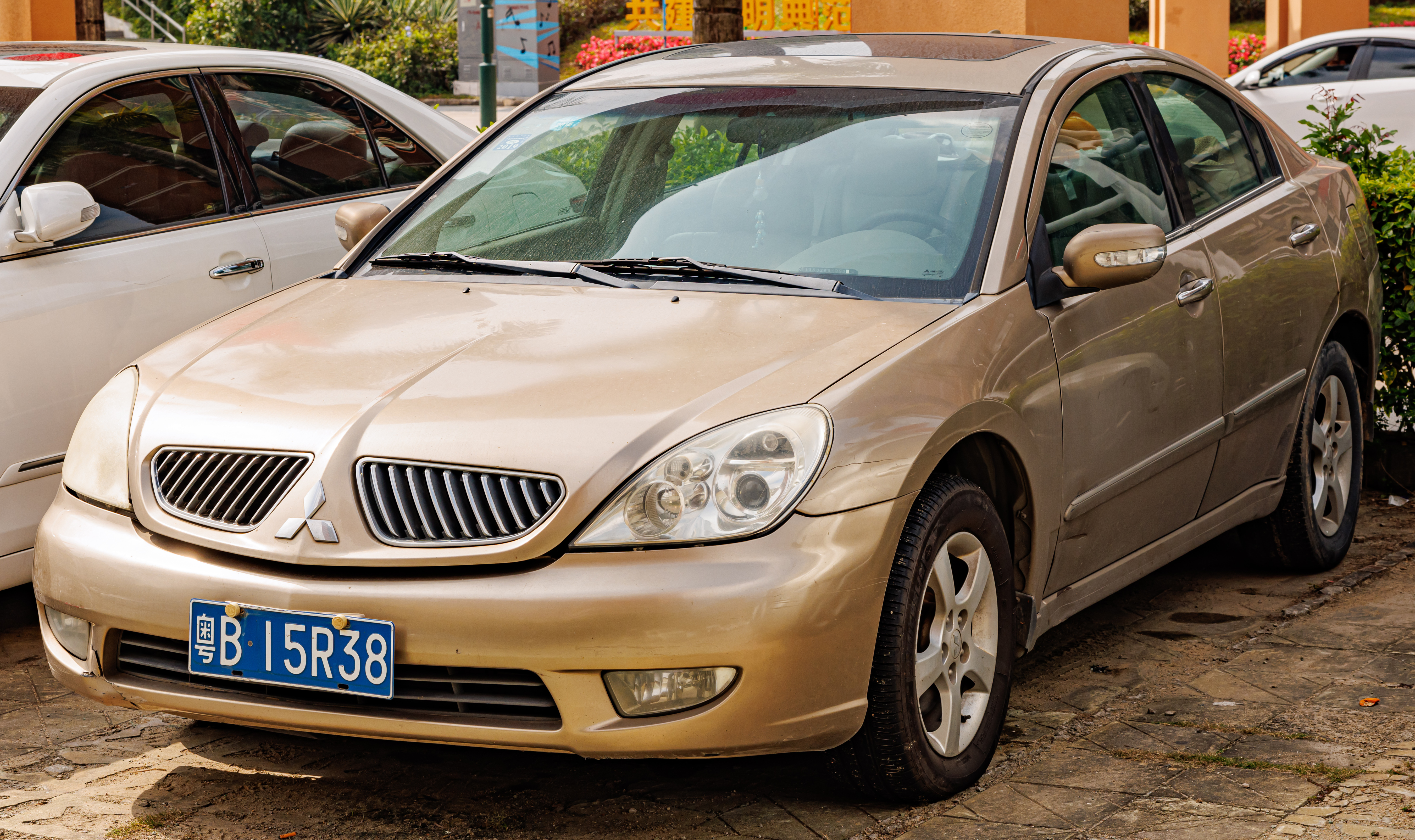
Mitsubishi Galant (2006)

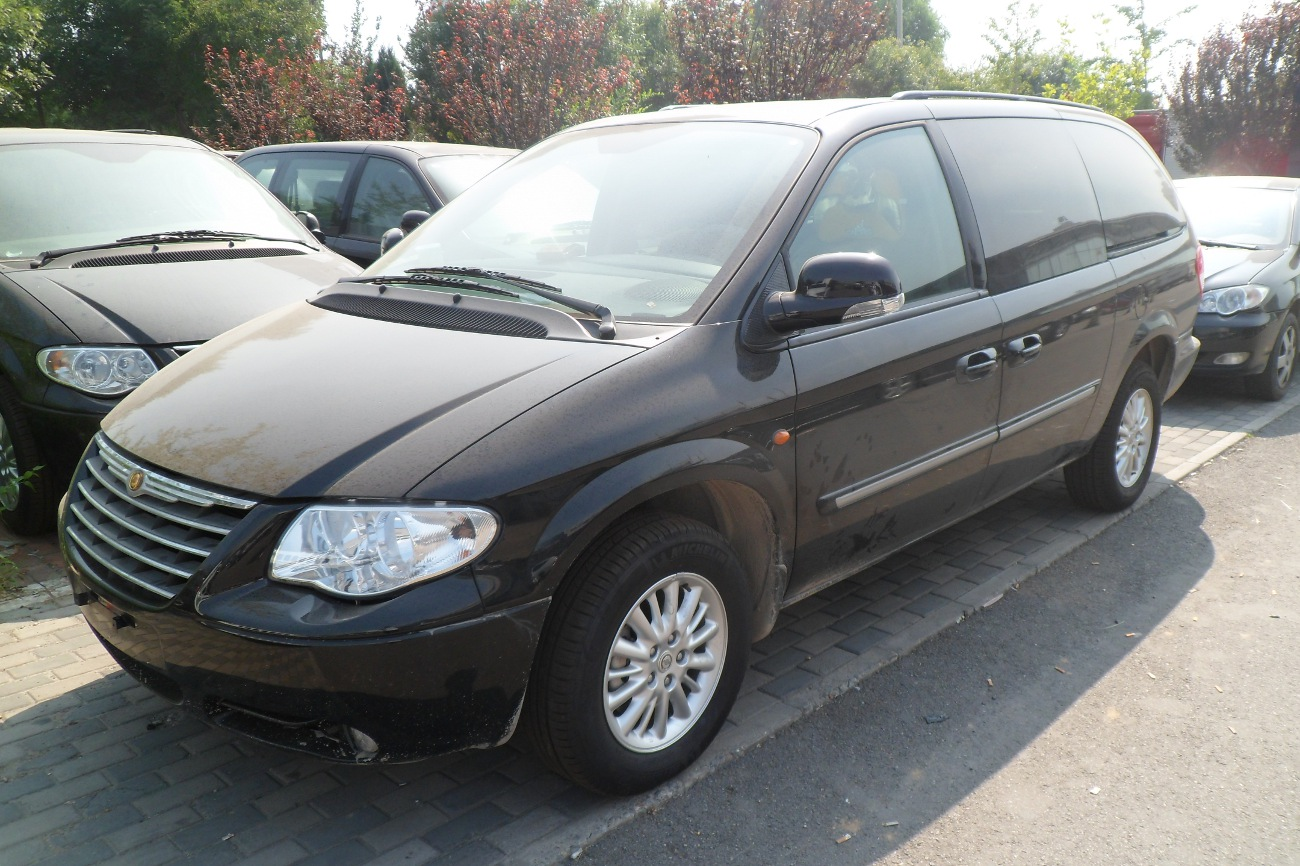
Chrysler Grand Voyager (2008)

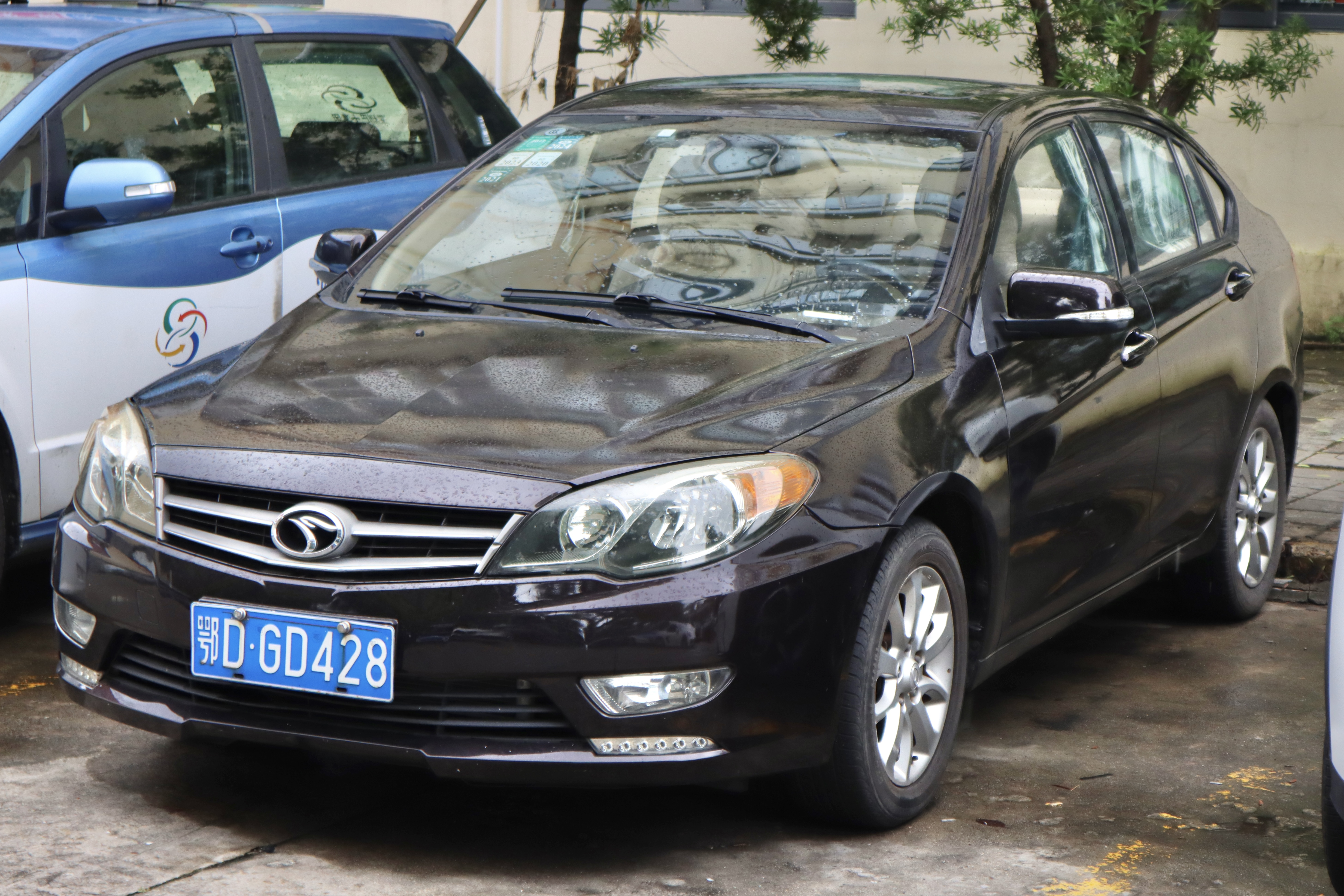
Soueast V5 Lingzhi (2012)

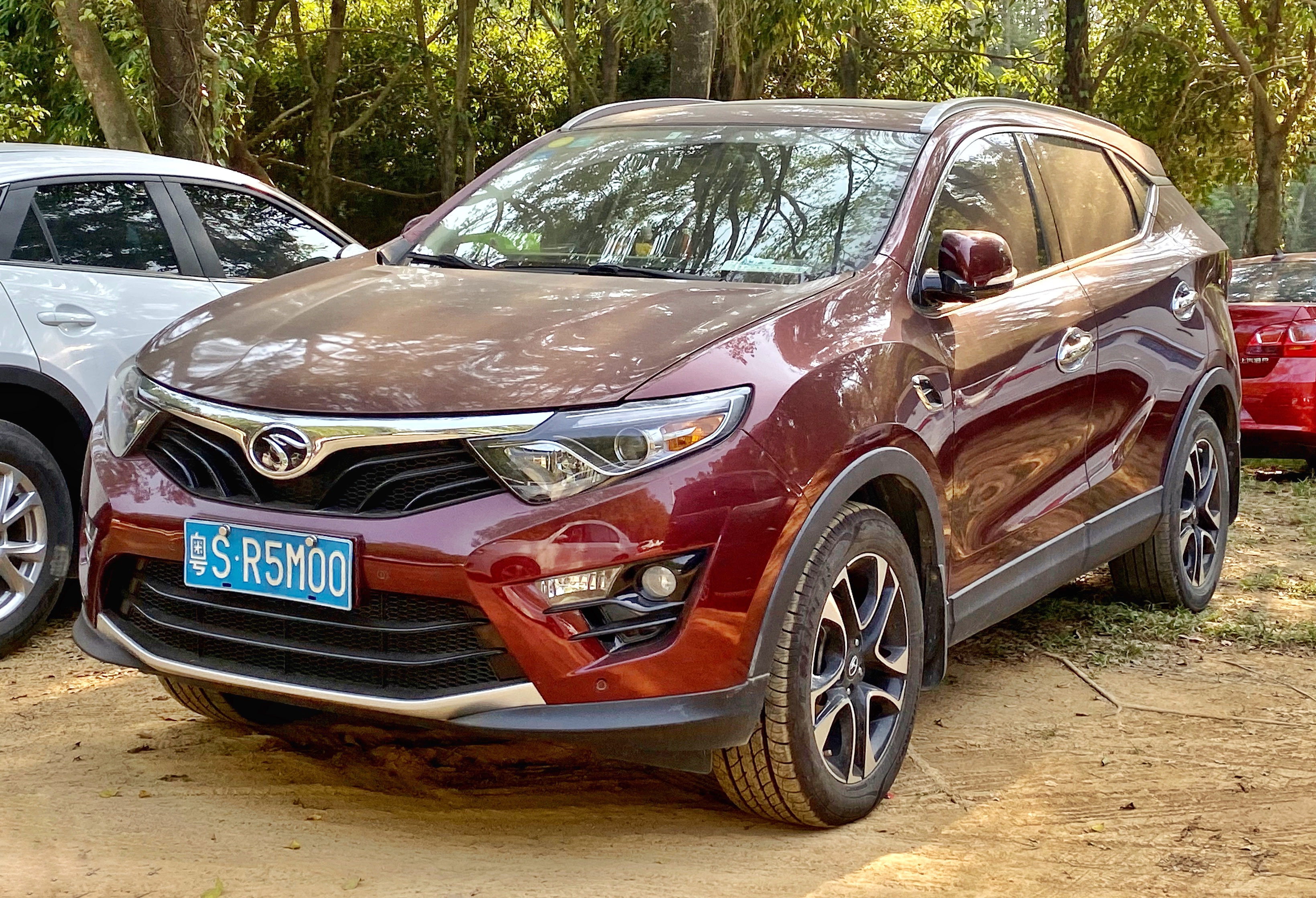
Soueast DX7 (2019)

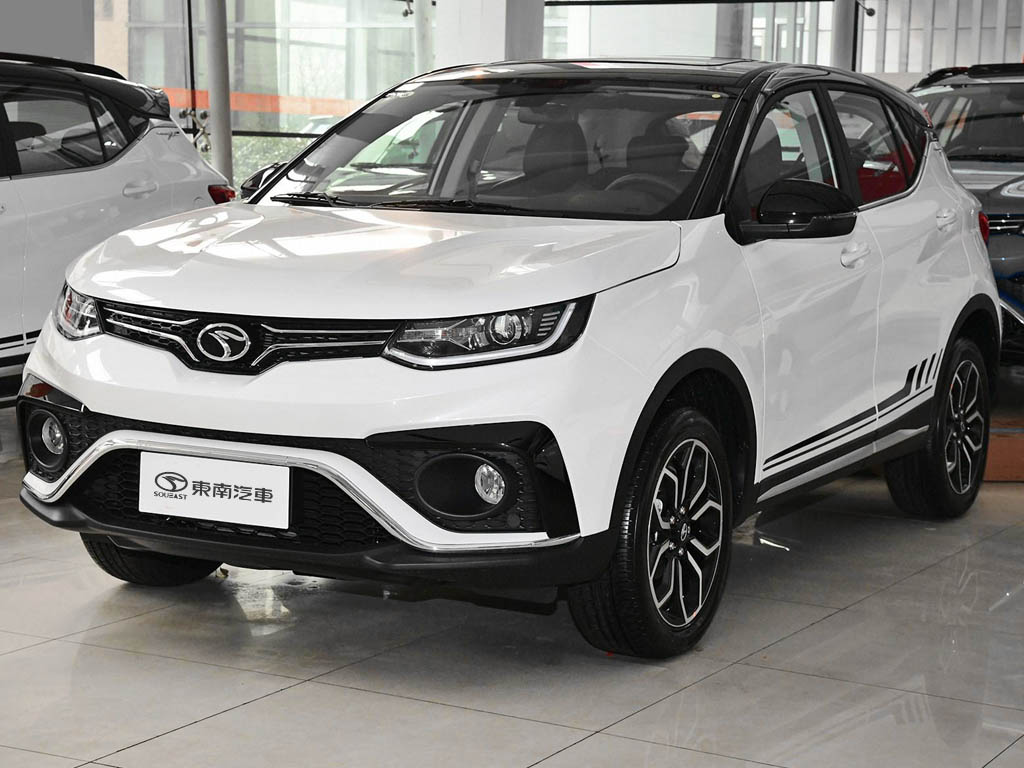
Soueast DX5 (2019)

Soueast (chiń. upr. 东南) – chiński producent samochodów osobowych, z siedzibą w Fuzhou, działający od 1995 roku. Należy do chińskiego koncernu Chery Automobile.

## Historia

### Era Mitsubishi
W maju 1995 roku powstała spółka joint-venture Soueast (Fujian) Automobile Industry, w ramach której została zawiązana współpraca pomiędzy chińskim koncernem Fujian Motor Industry Group i tajwańskim China Motor Corporation, producentem lokalnie zmodyfikowanych, licencyjnych modeli Mitsubishi. W ten sposób, Soueast również pozyskało prawa do lokalnej produkcji modeli japońskiej firmy pod własną marką, w 1996 roku przechodząc do wytwarzania vana Delica. Tuż po nim ofertę poszerzył odpowiednik tajwańskiego Veryca pod marką Soueast, a na początku XXI wieku ofertę chińskiej marki poszerzyły kolejne modele na czele z kompaktowym minivanem Freeca.
Po dekadzie funkcjonowania Soueasta, w kwietniu 2006 roku Mitsubishi Motors podjęło decyzję o bezpośrednim wkroczeniu do spółki jako trzeci udziałowiec. Tym sposobem, oprócz licencyjnych i zmodyfikowanych wizualnie pochodnych starszych produktów japońskiej firmy pod marką Soueast, w Fujian rozpoczęto także produkcję wybranych, nowszych modeli z logo Mitsubishi. W 2008 roku Soueast Motors po raz pierwszy wyeksportowało partię 5,7 tysiąca minivanów Delica, wygrywając przetarg w Iranie. W międzyczasie, w 2007 roku na mocy porozumienia z amerykańskim koncernem Chrysler w chińskich zakładach Soueast uruchomiona została produkcja samochodów kolejnych dwóch marek, tym razem bliźniaczych minivanów Chrysler Grand Voyager/Dodge Grand Caravan, które na potrzeby lokalnego rynku otrzymały inne jednostki napędowe konstrukcji Mitsubishi.
Druga dekada XXI wieku przyniosła uniezależnienie się Soueasta w obszarze produktów własnej marki, stopniowo odchodząc do modeli bezpośrednio wywodzących się ze starszych modeli Mitsubishi. Przedstawiony w 2012 roku kompaktowy sedan V5 Lingzhi zachował podzespoły techniczne japońskiego partnera, zyskując jednakże autorski projekt stylistyczny. W połowie dekady Mitsubishi stopniowo ograniczało swoje zainteresowanie spółką Soueast, nie wprowadzając nowych modeli. W odpowiedzi na to, Soueast w 2016 roku przeszedł do obszernej modernizacji gamy w kierunku zyskujących na popularności SUV-ów i crossoverów korzystających z technologii Mitsubishi oraz samodzielnie zleconego projektu włoskiemu studiu Pininfarina. Pierwsze były modele DX7 i DX3, a w 2019 - DX5. W międzyczasie, produkcja wszystkich modeli marki Mitsuibishi dobiegła końca, a jedynym klasycznym sedanem pozostał model A5.

### Era Chery
Pomimo intensywnej rozbudowy oferty na przełomie drugiej i trzeciej dekady XXI wieku, sprzedaż Soueasta załamała się w 2019 roku w związku z ogólnym kryzysem rynku nowych samochodów w Chinach. Choć jeszcze w 2017 roku firma sprzedawała tam rocznie 85 tysięcy samochodów, tak w 2019 roku wartości najpierw zmniejszyły do poziomu 30 tysięcy sztuk, rok później 14 tysięcy, a w 2021 - tylko 8 tysięcy samochodów. Kryzys ten uniemożliwił wprowadzenie do sprzedaży flagowego modelu SUV-a DX9, a przypieczętowaniem schyłkowego okresu Soueast Motors w dotychczasowej formie było całkowite wycofanie się Mitsubishi ze spółki joint-venture w 2021 roku. W 2022 roku firma podjęła się współpracy z chińskim koncernem Chery Automobile, w wyniku czego ofertę Soueasta wzbogacił Soueast DX8 - bliźniak jednego z modeli konglomeratu, Jetour X70.
Współpraca z Chery szybko przeszła do zaawansowanego stadium, w 2023 roku kończąc się na odkupieniu przez koncern 80% akcji Soueasta i poczynieniu inwestycji w modernizację zakładów produkcyjnych. W tym samym roku produkcja wszystkich dotychczasowych modeli dobiegła końca rozpoczynając przejściowy okres, który zakończył się całkowitym przejęciem kontroli nad Soueast przez Chery w marcu 2024 roku. Tym samym, po niemal 30 latach funkcjonowania, przedsiębiorstwo zmieniło status ze spółki joint-venture na jedną z dywizji koncernu Chery. Nowy właściciel zmienił charakter marki, czyniąc ją blisko spokrewnioną z marką Jetour - wszystkie z 3 nowych modeli Soueasta przedstawionych jesienią 2024 roku zostały bliźniaczymi pochodnymi jej SUV-ów. Filia zmieniła charakter, znikając z rynku chińskiego i trafiając do sprzedaży na rynkach eksportowych jako urozmaicenie portfolio marek Chery. W pierwszej kolejności zrewitalizowany Soueast zadebiutował w Rosji i Uzbekistanie

## Modele samochodów

### Obecnie produkowane
- S06
- S07
- S09

### Historyczne

#### Soueast
- Soveran (2004–2006)
- Freeca (2000–2008)
- Lioncel (2003–2009)
- Veryca (1995–2010)
- Freeca (2003–2011)
- C1 Xiwang (2010–2012)
- Delica (1996–2013)
- V6 Lingshi (2013–2016)
- V3 Linguye (2008–2019)
- V5 Lingzhi (2012–2019)
- DX9 (2020)
- DX3 EV (2018–2021)
- DX7 (2016–2022)
- DX3 (2016–2022)
- A5 (2018–2022)
- DX5 (2019–2023)
- DX8 (2022–2023)

#### Mitsubishi
- Mitsubishi Zinger (2007)
- Mitsubishi Galant (2006–2012)
- Mitsubishi Lancer EX (2009–2013)
- Mitsubishi Lancer (2006–2015)
- Mitsubishi Lancer Fortis (2013–2017)

#### Chrysler i Dodge
- Chrysler Grand Voyager (2007–2010)
- Dodge Caravan (2007–2010)

### Studyjne
- Soueast V7 (2014)
- Soueast R7 (2014)